# Danny van Haaren
Danny van Haaren (21 september 1997) is een Nederlands voetballer die als middenvelder voor SteDoCo speelt. Hij is de jongere broer van Ricky van Haaren.

## Carrière
Danny van Haaren speelde in de jeugd van SBV Excelsior en Feyenoord, en werd gedurende deze periode ook enkele keren geselecteerd voor Nederlandse vertegenwoordigende jeugdelftallen. In 2016 vertrok hij naar Almere City FC, waar hij met Jong Almere City FC in de Derde divisie zaterdag speelde. Ook zat hij enkele wedstrijden op de bank bij het eerste elftal, maar hij kwam hier niet voor in actie. Na één seizoen vertrok hij naar SC Cambuur, waar hij in het beloftenelftal speelde. In 2018 vertrok hij naar Telstar, waar hij in het betaald voetbal debuteerde. Dit gebeurde op 17 augustus 2018, in de met 1-0 verloren uitwedstrijd tegen RKC Waalwijk. Hij kwam in de 81e minuut in het veld voor Senne Lynen. Na een seizoen vertrok hij naar VV Katwijk.
Op 1 juni 2022 tekent hij een jarige contract bij SV TEC.

### Statistieken
| Seizoen                        | Club                | Land           | Competitie        | Competitie | Competitie | Beker | Beker | Totaal | Totaal |
| Seizoen                        | Club                | Land           | Competitie        | Wed.       | Dlp.       | Wed.  | Dlp.  | Wed.   | Dlp.   |
| ------------------------------ | ------------------- | -------------- | ----------------- | ---------- | ---------- | ----- | ----- | ------ | ------ |
| 2016/17                        | Jong Almere City FC | Nederland      | Derde divisie Za. | 29         | 3          | –     | –     | 29     | 3      |
| 2016/17                        | Almere City FC      | Nederland      | Eerste divisie    | 0          | 0          | 0     | 0     | 0      | 0      |
| 2018/19                        | Telstar             | Nederland      | Eerste divisie    | 18         | 0          | 1     | 0     | 19     | 0      |
| 2019/20                        | VV Katwijk          | Nederland      | Tweede divisie    | 1          | 0          | 1     | 1     | 2      | 1      |
| Carrièretotaal                 | Carrièretotaal      | Carrièretotaal | Carrièretotaal    | 48         | 3          | 2     | 1     | 50     | 4      |
| Bijgewerkt op 15 december 2019 |                     |                |                   |            |            |       |       |        |        |

## Privéleven
Van Haaren oudere broer is ook profvoetballer Ricky van Haaren.